# Apalus notaticollis
Apalus notaticollis es una especie de coleóptero de la familia Meloidae.

## Distribución geográfica
Habita en Sudáfrica.